# Cantón de Vitré-Oeste
El cantón de Vitré-Oeste era una división administrativa francesa, que estaba situada en el departamento de Ille y Vilaine y la región de Bretaña.

## Composición
El cantón estaba formado por trece comunas:
- Champeaux
- Cornillé
- Landavran
- Marpiré
- Mecé
- Montreuil-des-Landes
- Montreuil-sous-Pérouse
- Pocé-les-Bois
- Saint-Aubin-des-Landes
- Saint-Christophe-des-Bois
- Taillis
- Val-d'Izé
- Vitré (fracción)

## Supresión del cantón de Vitré-Oeste
En aplicación del Decreto n.º 2014-177 de 18 de febrero de 2014, el cantón de Vitré-Oeste fue suprimido el 22 de marzo de 2015 y sus 13 comunas pasaron a formar parte del nuevo cantón de Vitré.